# Џорџа Смит
Џорџа Алис Смит (рођена 11. јуна 1997) је енглеска певачица и текстописац из Волсола, Западни Мидландс. Џорџа је похађала средњу школу Олдриџ. Свој дебитантски продужени комад "Project 11" објавила је у новембру 2016. године.
Смит је објавила неколико синглова од јануара 2016. године и сарађивала са другим извођачима, укључујући Дрејка, Кендрик Ламара, Кали Учиз и Стормзи . Учествовала је као предизвођач на 24 Magic World Tour Бруна Марса у октобру и новембру 2017.  Њен дебитантски студијски албум Lost & Found објављен је 2018. године који је био на трећем месту на UK Albums Chart и исте године Смит је освојила награду Brit Critics' Choise Award . Џорџа се појавила и на 2019 Brit Awards где је проглашена најбољом британском уметницом, а номинована је и за награду Grammy за најбољег новог извођача.

## Живот и каријера

### 1997–2015: Почеци
Џорџа Алис Смит је рођена 11. јуна 1997. године у Волсолу, Западни Мидландс, од оца Питера који је пореклом са Јамајке и мајке Џолин пореклом из Велике Британије. Њен отац Питер, бивши је музичар и певао је нео-соул у групи која се звала 2nd Naicha пре него што се Смит родила, а њена мајка је дизајнерк накита. Смит има млађег брата, Луку који је рођак фудбалера Кемар Руфеа.
Почела је да иде на часове клавира у осмој години на охрабрење свог оца. Смит је стекла музичку стипендију у Олдриџ школи, где је учила обоу и студирала класично певање. Пронашао ју је менаџер са 15 година након што је постављала сопствене видео записе како пева песме на Јутјубу. Убрзо након тога, почела је путовати у Лондон ради састајања са Маверик Сејбом и Едом Томасом док је још ишла у школу. По завршетку студија преселила се у Лондон са 18 година где се издржавала радећи као бариста и наставила да пише песме.

### 2016–18: Почеци каријере иLost & Found
Јануара 2016, Смит је објавила свој дебитантски сингл „Blue Lights“, који је узорак Дизи Раскалове песме Sirens на СаундКлауду. Песма је у року од месец дана сакупила 400.000 прегледа.  Њен други сингл "Where Did I Go?", објављен у мају, је Дрејк одабрао као најбољу песму за Ентертаинмент Веекли- у у јулу.  У новембру 2016. године објавила је своју дебитантску продужену представу из четири дела названу Project 11 .  Истог месеца, Смит је изабранa за једну од петнаест уметника у успону на ББЦ Мјузик Саунду у 2017. години, на којој је завршила на четвртом месту на листи.  
Смит је наступала као специјални гост на Дрејковој турнеји Boy Meets World Tour у фебруару и марту 2017,  и учествовала је у две нумере на свом микстејпу More Life (2017).  Објавила је песму Beautiful Little Fools на Међународни дан жена где је наслов референца на роман Велики Гатсби .  У мају је гостовала у песми Tyrant Кали Учиз, која представља водећи сингл са Учизовог дебитантског студијског албума Isolation (2018).  Убрзо након тога, у јуну је објавила свој трећи сингл, Teenage Dream.  Два месеца касније, Смит и Предита су објавили сингл под називом On My Mind. 
Наступила је као предизвођач на 24 Magic World Tour Бруно Марса у октобру и новембру 2017.  У децембру је објављено да ће Смит бити добитник награде Brit Critics' Choise Award 13. јануара 2018.  
У јануару 2018. године издала је сингл Let Me Down на којем је наступио репер Стормзи .  Смит је написала и извела песму I Am за албум Кендрика Ламара који је коришћен за филм Блацк Пантхер, објављеном у фебруару.  Касније тог месеца, она је наступила на додели BRIT Awards са Раг'н'Боне Ман .  У априлу је извела амерички телевизијски деби на телевизији Џими Кимел уживо! изведбом Blue Lights.  Њен дебитантски студијски албум Lost & Found, написан у петогодишњем периоду, најављен је у априлу, а објављен у јуну 2018.    У месецу издавања албума, Смит је започела турнеју као промоцију албума, са уговориним датумима широм Европе и фестивалским наступима у Јапану.  Северноамеричка турнеја Lost & Found почела је 19. новембра у Сијетлу, а завршава се 19. децембра у Торонту уз подршку Равин Ленеј .  

### 2019: Предстојећи пројекти
Смит је 2019. најавила заједничку турнеју по Северној Америци са Кали Учиз, почевши од 28. априла у Вашингтону, а закључно у Торонту 30. маја. У августу 2019. године Смит је објавила сингл Be Honest у којем учествује и Бурна Бои . 

## Утицаји
Смит је одрасла слушајући реге, панк, хип-хоп и R&B, а у 11. години написала је своју прву песму.  Она описује своју тинејџерску "опседнутост" деби албумом Frank од Ејми Вајнхаус из 2003. године и инспирисаност певачициним грубим приступом писању песама.  Смит је рекла да се њене песме односе на социјална питања: "Када се ствари у свету одвијају, мислим да је важно да их се неко дотакне, јер као музичар можеш натерати људе да слушају. Чим људи притисну play, привукли сте њихову пажњу. "  Као утицаје она наводи Лаурин Хил, Алишу Киз, Мос Дефa и Д Стритс .   

## Дискографија

### Продужене представе
| Наслов          | Проширени детаљи репродукције                                                    |
| --------------- | -------------------------------------------------------------------------------- |
| Пројекат 11     | - Објављено: 17. новембра 2016 - Ознака: ФАММ - Формат: Дигитално преузимање, ЛП |
| Спотифи Синглес | - Објављено: 13. децембра 2017 - Ознака: ФАММ - Формат: Стреаминг                |